# Forêt de Fontainebleau
Het Forêt de Fontainebleau (Nederlands: bos van Fontainebleau) is een groot bebost gebied van 250 km². Dit massief, met in het centrum de stad Fontainebleau en het aangesloten centrum van buurgemeente Avon, ligt in het departement Seine-et-Marne in het zuidoosten van de regio Île-de-France. 170,72 km² van het woud heeft het statuut van forêt domaniale (staatsbos). Het heeft een hoogte variërend van 42 m (oevers Seine bij Bois-le-Roi) tot 144 m (Carrefour du Banc du Roi, 2 km ten noorden van Fontainebleau).
Het is gefragmenteerd en wordt doorkruist door de snelweg A6 (sinds 1964), de nationale wegen N6 en N7, evenals de Spoorlijn Paris-Lyon - Marseille-Saint-Charles. Elk jaar komen hier miljoenen bezoekers om te wandelen of te klimmen. Het Forêt de Fontainebleau is populair bij onder meer rotsklimmers, omdat op vele plaatsen in het woud verzamelingen van middelgrote steenblokken verspreid liggen, uitstekend geschikt voor klimoefeningen zonder speciale klimuitrusting (zogeheten bouldering).
Het bos van Fontainebleau is over de hele wereld beroemd vanwege het inspireren van negentiende-eeuwse kunstenaars, waaronder de schilders van de School van Barbizon en de impressionisten, maar ook fotografen, schrijvers en dichters. Het is het eerste massief dat in 2013 het Franse label Forêt d'Exception kreeg en omvat 2.350 ha biologische reservaten. 

## Geschiedenis
In 1137, bij de aanvang van zijn heerschappij, riep Lodewijk VII het uit tot een persoonlijk eigendom en gaf de eerste aanzet tot een koninklijke residentie, een slot dat in de daaropvolgende eeuwen zou uitgroeien tot het kasteel van Fontainebleau. Delen van het woud overleefden elke bosbouw. Het 34,37 ha grote bos van La Tillaie in het woud is sinds 1372 niet meer gekapt.
De schilders van de School van Barbizon, onder leiding van Théodore Rousseau, bekritiseerden de naaldplantages die sinds 1830 op enkele honderden hectaren per jaar werden aangelegd, beschuldigden hen ervan het landschap te verstoren, en verzetten zich tegen de geplande regeneratiekap in de oude bossen in 1837. Ze richtten de Vereniging van Vrienden van het Bos van Fontainebleau op om het te beschermen. In 1839 publiceerde Claude-François Denecourt zijn eerste gids voor wandelingen in het bos en in 1842 legde hij de eerste paden aan. In 1849 arriveerde de spoorlijn in Fontainebleau, waardoor Parijzenaars Fontainebleau konden bezoeken voor dagtochten.
In 1852 schreef Théodore Rousseau, samen met zijn vriend de kunstcriticus Alfred Sensier, een petitiebrief aan de minister van Binnenlandse Zaken, de hertog van Morny, in naam van "alle kunstenaars die het bos schilderen". Ze eisen dat "de plaatsen buiten het bereik worden gebracht van de bosbouwadministratie die ze slecht beheert, en van de absurde man die ze uitbuit".
Dankzij de schilders van de School van Barbizon werden in 1853 werden "natuurreservaten" onttrokken aan de actie van boswachters op 624 ha oude bossen en rotsachtige gebieden (Bas Bréau, Cuvier Châtillon, Franchard, Apremont, la Solle, Mont Chauvet), in afwijking van de gebruikelijke werkingsregels, door een beroep te doen op het uitzonderlijke artistieke karakter van de plaats. Voor het eerst in Frankrijk zou de zorg voor "natuurbescherming", vanuit esthetisch en landschappelijk oogpunt, worden geassocieerd met bosbeheer. Vervolgens werd bij keizerlijk decreet van 13 april 1861 de "artistieke reserve" verhoogd tot 1.094 ha en uiteindelijk tot 1.693 ha van 1892 tot 1904. De directeur-generaal van Bossen, Henri Faré, legde uit dat de neutralisatie van 1.600 hectare neerkwam op een inkomensverlies van 300.000 goudfrank. Het is echter het eerste natuurreservaat ter wereld, zelfs vóór de oprichting van Yellowstone National Park in de Verenigde Staten.

## Bescherming
Sinds 1965 is het Forêt de Fontainebleau een site classé. Bij decreet werd het ook aangewezen als forêt de protection. Als forêt domaniale (staatsbos) wordt het ook beheerd door het Office national des forêts (ONF) op basis van de Code forestier-regelgeving. Aanvullend is het een Natura 2000-gebied en, sinds 1998, een UNESCO Biosfeerreservaat. Sinds 1996 heeft Frankrijk het geplaatst op de voorlopige lijst van voorgestelde UNESCO werelderfgoedsites.